# Joevin Jones
Joevin Jones est un footballeur international trinidadien né le 3 août 1991 à Carenage. Il joue au poste de latéral gauche au Police FC.

## Biographie
Le 2 septembre 2014, Jones est transféré en Finlande au HJK Helsinki.
Le 3 décembre 2014, Jones signe avec la Major League Soccer et le Fire de Chicago pour la saison 2015.
Le 14 janvier 2016, Jones est échangé aux Sounders de Seattle contre le quatorzième choix de la MLS SuperDraft 2016 et une allocation monétaire.
Dès sa première année à Seattle, Jones s'établit comme l'un des meilleurs latéral gauche en MLS et remporte la Coupe MLS avec les Sounders en décembre 2016. Sa polyvalence aux positions de latéral gauche ou ailier gauche lui permet d'apporter de nombreuses passes décisives à ses partenaires. Ses prestations lui valent alors l'intérêt de formations étrangères et, le 30 juillet 2017, le SV Darmstadt 98 annonce le recrutement de l'international trinidadien à compter du 1er janvier 2018 tandis que les Sounders tentaient depuis plusieurs semaines de prolonger Joevin Jones.
Pour sa première rencontre en Allemagne, Jones est titulaire et inscrit le seul but de la rencontre contre le FC Sankt Pauli à l'occasion de la vingtième journée de 2. Bundesliga. Néanmoins, il doit laisser sa place peu avant la mi-temps en raison d'une blessure. Sa réalisation lui permet de devenir le premier joueur trinidadien à inscrire un but dans un championnat professionnel allemand.
Au dernier jour de la fenêtre de transfert de MLS, Jones retrouve les Sounders pour la saison 2019.
Libre lors du mercato hivernal 2021, Jones s’engage avec la franchise de l’Inter Miami de David Beckham.
Après la fin de son aventure aux États-Unis à l'issue de la saison 2022, Joevin Jones retourne dans son pays natal lorsqu'il s'engage en mai 2023 au Police FC, en TT Premier Football League.

## Palmarès
W Connection
- Champion de Trinité-et-Tobago en 2011-2012 et 2013-2014
- Vainqueur de la Coupe de Trinité-et-Tobago en 2013-2014
- Vainqueur de la Coupe Toyota Classic en 2011 et 2013
- Vainqueur de la Coupe Goal Shield en 2013
- Vainqueur du Digicel Pro Bowl en 2013 et 2014
- Vainqueur du Charity Shield en 2012
- Finaliste du CFU Club Championship en 2012

 HJK Helsinki
- Champion de Finlande en 2014

 Sounders de Seattle
- Vainqueur de la Coupe MLS en 2016 et 2019